# James Francis Stafford

James Francis kardinál Stafford (* 26. července 1932 Baltimore) je americký katolický kněz, bývalý arcibiskup denverský, vysoký úředník římské kurie, kardinál.

## Kněz
Studoval na Loyola College v Baltimore, na kněze byl vysvěcen 15. prosince 1957 v Římě. Ve studiích pokračoval na Papežské gregoriánské univerzitě v Římě a Katolické univerzitě ve Washingtonu. Působil v duchovní správě v baltimorské arcidiecézi, věnoval se zejména charitativním projektům, stal se biskupským vikářem arcidiecéze. V červenci 1970 přijal titul kaplan Jeho Svatosti.

## Biskup
19. ledna 1976 byl jmenován pomocným biskupem Baltimore, biskupské svěcení přijal 29. února 1976 (jeho biskupské heslo zní: In principium erat verbum - Na počátku bylo slovo). V následujících šesti letech byl generálním vikářem arcidiecéze, od listopadu 1982 působil jako sídelní biskup diecéze Memphis. V květnu 1986 se stal arcibiskupem denverským. Na tuto funkci rezignoval v srpnu 1996 a začal pracovat v římské kurii. Byl předsedou Papežské rady pro laiky (do října 2003), poté hlavním penitenciářem Apoštolské penitenciárie. Tuto funkci zastával do června 2009, kdy odešel na odpočinek.

## Kardinál
Kardinálem ho jmenoval Jan Pavel II. při konzistoři 21. února 1998. Účastnil se mnoha zasedání Světové biskupské synody ve Vatikánu, včetně zasedání věnovanému církvi v Americe (listopad - prosinec 1997). V září 2002 byl zvláštním zástupcem papeže Jana Pavla II. při svěcení nového chrámu v Los Angeles.
26. července 2012 v souvislosti s osmdesátými narozeninami ztratil právo na účast v budoucím konkláve.